# 我們的故事未完待續
《我們的故事未完待續》（英語：Me and Earl and the Dying Girl）是一部2015年的美國電影，由艾方索·戈梅茲-雷瓊執導，湯瑪斯·曼恩、奥利维亚·库克和RJ·賽勒主演。

## 劇情
一名高中生Greg為避免惹上麻煩，向來在學校都是獨來獨往、低調行事，並且跟唯一的好友Earl私底下進行秘密的電影拍攝計劃，不過他們的計劃卻因為Greg的媽媽強迫他去與一位同班女同學Rachel相處而被破壞。打從幼稚園開始Greg就沒再和Rachel交談過，而Rachel現在則為罹癌的病痛所苦。而當Rachel的病況愈加嚴重，也影響到了Greg的生活……。

## 演員表
- 湯瑪斯·曼恩 飾
- 奥利维亚·库克 飾
- RJ·賽勒 飾
- 休·傑克曼 飾 他自己（僅聲音）

## 外部連結
- 開眼電影網上《我們的故事未完待續》的資料（繁體中文）
- 豆瓣电影上《我和厄尔以及将死的女孩》的資料 （简体中文）
- 时光网上《我和厄尔以及将死的女孩》的資料（简体中文）
- AllMovie上《我們的故事未完待續》的资料（英文）
- 爛番茄上《我們的故事未完待續》的資料（英文）
- Box Office Mojo上《我們的故事未完待續》的資料（英文）
- TCM电影资料库上《我們的故事未完待續》的资料（英文）
- Metacritic上《我們的故事未完待續》的資料（英文）
- 互联网电影数据库（IMDb）上《我們的故事未完待續》的资料（英文）